# Мартинес Родригес, Луис Энрике
Луи́с Энри́ке Марти́нес Родри́гес, также известный по прозвищу Не́ко (исп. Luis Enrique «Neco» Martínez Rodríguez; род. 11 июля 1982[…] или 20 августа 1982, Некокли, Антьокия) — колумбийский футболист, вратарь, игрок сборной Колумбии.

## Биография
Мартинес дебютировал в профессиональном футболе за «Энвигадо» в 2001 году. В первые годы ему было сложно конкурировать за место в основе, и после отъезда сначала в «Атлетико Уилу», а затем в Коста-Рику, Неко (прозвище, данное в честь родного города Луиса) стал игроком основы «Энвигадо» только в 2003 году. Благодаря успешному сезону он привлёк к себе внимание более титулованного столичного «Индепендьенте Санта-Фе», где Мартинес отыграл следующие два сезона. В 2006—2009 годах колумбиец выступал в чемпионате Турции, после чего вернулся на родину.
В составе «Онсе Кальдаса» в конце 2010 года Неко Мартинес впервые в своей карьере стал чемпионом Колумбии (Финалисасьон). В 2012 году Мартинес вернулся в «Энвигадо», а с 2013 года выступал за «Атлетико Насьональ». С этим клубом он выиграл ещё три чемпионата Колумбии, а также завоевал в 2013 году Кубок страны. В 2016 году завоевал с «атлетами» Кубок Либертадорес, хотя на поле не появлялся, выступая только в качестве резервного вратаря.
Неко Мартинес с 2003 по 2011 год выступал за основную сборную Колумбии, но из-за высокой конкуренции сыграл лишь в восьми матчах. Он был в заявке колумбийцев на Кубке конфедераций 2003 года, Золотого кубка КОНКАКАФ 2005 года, а также Кубка Америки 2011 года. На последнем турнире Мартинес стал основным вратарём национальной команды из-за травмы Давида Оспины. Колумбия на групповом этапе стала единственной сборной, не пропустившей ни одного мяча, но в четвертьфинале уступила сборной Перу, причём Мартинес допустил две существенные ошибки, приведшие к голам перуанцев.
Одним из самых ярких моментов в карьере Неко стал товарищеский матч сборной против Польши 30 мая 2006 года. На 63 минуте игры Неко сильным ударом из своей штрафной площади сумел забить гол в ворота Томаша Кушчака. Гол стал вторым для колумбийцев и в итоге стал победным (2:1).

## Титулы и достижения
- Чемпион Колумбии (4): Финалисасьон 2010, Апертура 2013, Финалисасьон 2013, Апертура 2014
- Обладатель Кубка Колумбии: 2013
- Обладатель Суперлиги Колумбии: 2012
- Обладатель Кубка Либертадорес: 2016